# Filmografia sul genocidio ruandese
Il genocidio in Ruanda è stato oggetto di un numero crescente di trasposizioni cinematografiche, sia di carattere documentario che ispirate a una ricostruzione drammatica dello sterminio di tutsi e hutu moderati del 1994. Dopo la realizzazione nel 2001 di 100 Days, prima pellicola esplicitamente dedicata agli eventi del genocidio verificatosi in Ruanda fra l'aprile e il luglio 1994, il numero di film incentrati sulle violenze esplose fra hutu e tutsi ha conosciuto una crescita significativa a partire dal 2004, in concomitanza con il decimo anniversario del genocidio. Questa è una filmografia di film e di produzioni a carattere documentario che hanno trattato fatti e tematiche del genocidio.

## Fiction
- 100 Days, regia di Nick Hughes (2001)
- Hotel Rwanda, regia di Terry George (2004)
- Shooting Dogs, regia di Michael Caton-Jones (2005)
- Accadde in aprile, regia di Raoul Peck (2005)
- Un dimanche à Kigali, regia di Robert Favreau (2006)
- Shake Hands with the Devil, regia di Roger Spottiswoode (2007)
- Munyurangabo, regia di Lee Isaac Chung (2007)
- Le jour où Dieu est parti en voyage, regia di Philippe Van Leeuw (2009)
- Kinyarwanda, regia di Alrick Brown (2011)
- Rwanda, regia di Riccardo Salvetti (2018)
- Black Earth Rising, regia di Hugo Blick (2018)

## Documentari
- Journey into Darkness, episodio di Panorama – serie TV (1994)[1]
- A Culture of Murder, episodio di Panorama – serie TV (1994)[1]
- When Good Men Do Nothing, episodio di Panorama – serie TV  (1998)[1]
- Shake Hands with the Devil: The Journey of Roméo Dallaire, regia di Peter Raymont (2004)
- Ghosts of Rwanda, regia di Greg Barker – film TV (2004)[2]
- Rwanda: Living Forgiveness, regia di Ralf Springhorn – cortometraggio (2005)
- The Diary of Immaculee, regia di Peter LeDonne – cortometraggio (2005)
- Flower in the Gun Barrel, regia di Gabriel Cowan (2009)
- La lista del console, regia di Alessandro Rocca (2009)